# FK Marioepol
FK Marioepol (Oekraïens: Футбо́льний клуб «Маріу́поль») is een Oekraïense voetbalclub uit Marioepol.

## Geschiedenis
De club werd in 1960 opgericht als na een fusie van de amateurteams Avangard en Sjachtjor. De club speelde tot 1973 in de tweede en derde klasse van de toenmalige Sovjet-competitie.
Na de onafhankelijkheid van Oekraïne speelde de club een aantal jaar in de derde klasse. In 1995 fuseerde de club met Dynamo Loehansk en werd het volgende jaar kampioen. In de tweede klasse werden ze derde maar omdat het B-team van Dynamo Kiev niet naar de hoogste klasse mocht promoveren promoveerden zij voor het eerst naar de hoogste klasse.
Na een middelmatig eerste seizoen werd de club 5de in 1999. Twee jaar later werd de club zelfs 4de. Na seizoen 2001/02 nam de club de huidige naam aan. Sinds de 4de plaats eindigde de club in de middenmoot. Seizoen 2003/04 werd als 8ste afgesloten maar toch mocht de club Europees voetbal spelen op basis van fair play. In 2005 eindigde de club weer in de top 5 en het volgend seizoen opnieuw op de 4de plaats. In 2006/07 werd de club voorlaatste en degradeerde. Na één seizoen keerde de club terug. In 2015 degradeerde de club opnieuw.

## Naamswijzigingen
- 1960–1966 Azovstal Zjdanov
- 1966–1971 Azovets Zjdanov
- 1971–1974 Metalloerg Zjdanov
- 1974–1976 Lokomotiv Zjanov
- 1976–1989 Novator Zjadnov
- 1989-1992 Novator Marioepol
- 1992–1996 Azovets Marioepol
- 1996–2002 Metaloerh Marioepol
- 2002–2017 Illitsjivets Marioepol
- 2017–heden FK Marioepol

## FK Mariupol in Europa
Uitslagen vanuit gezichtspunt FK Marioepol
| Seizoen | Competitie    | Ronde | Land                | Club                  | Totaalscore | 1e W    | 2e W       | PUC |
| ------- | ------------- | ----- | ------------------- | --------------------- | ----------- | ------- | ---------- | --- |
| 2004/05 | UEFA Cup      | 1Q    | Vlag van Armenië    | Banants Jerevan       | 4-0         | 2-0 (T) | 2-0 (U)    | 2.5 |
|         |               | 2Q    | Vlag van Oostenrijk | FK Austria Wien       | 0-3         | 0-0 (T) | 0-3 (U)    | 2.5 |
| 2018/19 | Europa League | 2Q    | Vlag van Zweden     | Djurgårdens IF        | 3-2         | 1-1 (U) | 2-1 nv (T) | 1.5 |
|         |               | 3Q    | Vlag van Frankrijk  | Girondins de Bordeaux | 2-5         | 1-3 (T) | 1-2 (U)    | 1.5 |
| 2019/20 | Europa League | 3Q    | Vlag van Nederland  | AZ Alkmaar            | 0-4         | 0-0 (T) | 0-4 (U)    | 0.5 |

Totaal aantal punten voor UEFA coëfficiënten: 4.5
Zie ook
- Deelnemers UEFA-toernooien Oekraïne
- Ranglijst van alle clubs die in de diverse Europa Cups zijn uitgekomen